# 天保镇 (大英县)
天保镇，是中华人民共和国四川省遂宁市大英县下辖的一个乡镇级行政单位。

## 行政区划
天保镇下辖以下地区：
承天寺社区、柏桂社区、八方碑村、八字墙村、包包河村、保丰村、道湾村、归乡村、花天坝村、李广沟村、廖家桥村、龙咀子村、檬刺桥村、木鱼石村、沙石咀村、狮子寨村、石福安村、书房湾村、天宝村、桅杆坪村、新开寺村、秀白山村和燕窝山村。